# Boja sonarowa

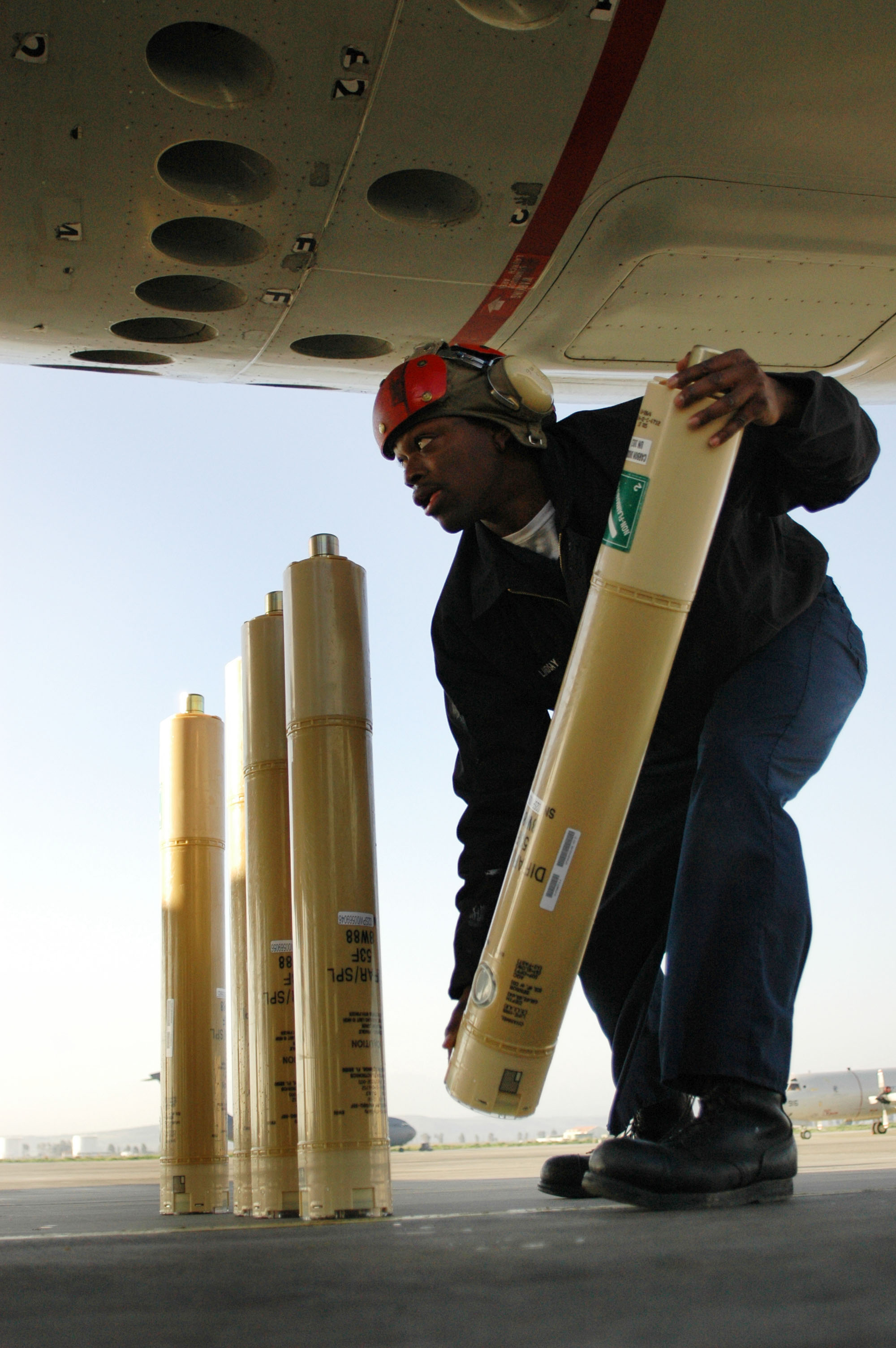
Załadunek boi hydroakustycznych do samolotu

Boja sonarowa – małe urządzenie pływające, czasami wyposażone w kotwicę, w którego wnętrzu znajduje się sonar lub szumonamiernik i nadajnik radiowy, zasilane z baterii. Stosowane do wykrywania okrętów podwodnych.
Boje mogą być stawiane z okrętów, samolotów lub helikopterów. Boja radiohydroakustyczna po wykryciu okrętu podwodnego automatycznie przekazuje odpowiednie sygnały do odbiornika umieszczonego na okręcie, statku powietrznym lub na brzegu. Analiza sygnałów z kilku pław pozwala na określenie pozycji okrętu. 